# Sarcophaga situliformis
Sarcophaga situliformis är en tvåvingeart som först beskrevs av Zhong, Wu och Fan 1981.  Sarcophaga situliformis ingår i släktet Sarcophaga och familjen köttflugor. Inga underarter finns listade i Catalogue of Life.